# Opéra Abaï
L'Opéra Abaï (en kazakh : Абай атындағы қазақ мемлекеттік академиялық опера және балет театры) est un bâtiment du centre d'Almaty au Kazakhstan,.

## Histoire
L'opéra a reçu son nom en l'honneur d'Abaï Kounanbaïouly.

## Galerie

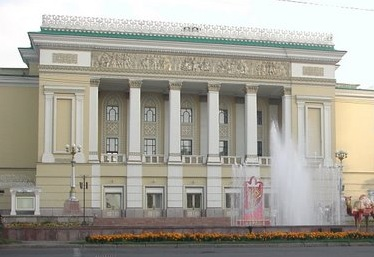
L'opéra
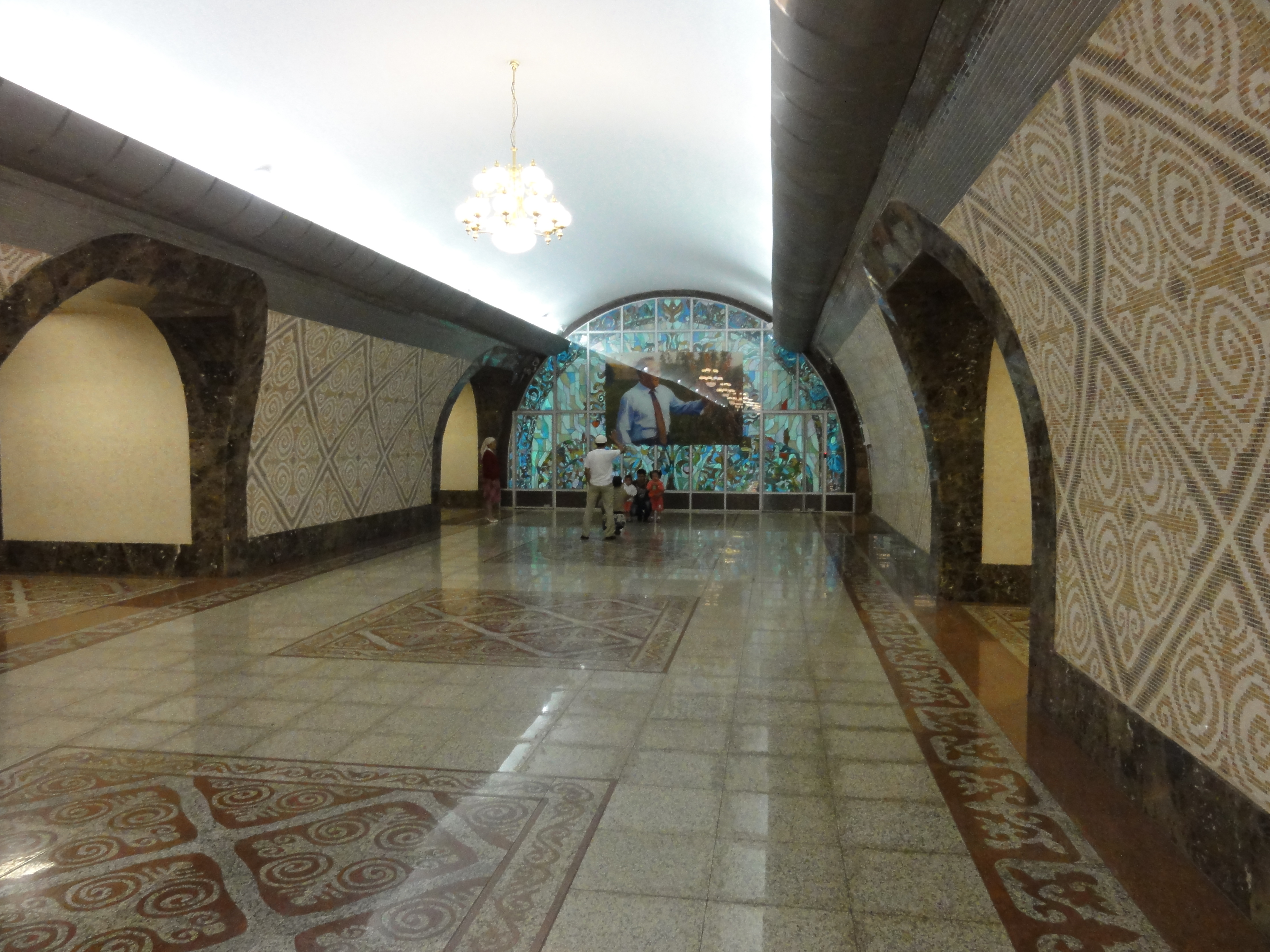
La station de métro.